# 乾元藥行

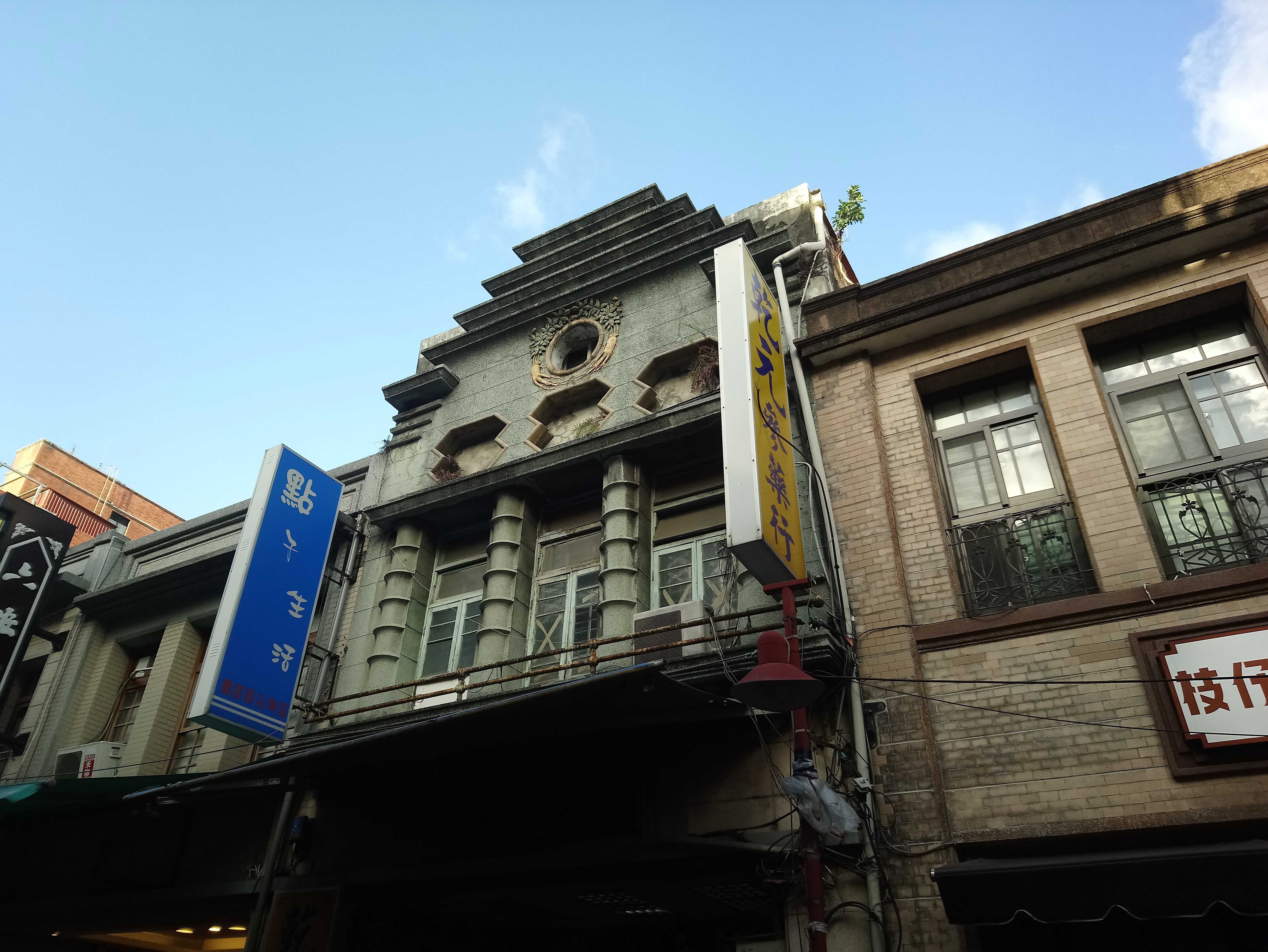
乾元藥行建築物的立面，攝影於2017年

乾元藥行，又名乾元蔘藥行，是一家位於大稻埕迪化街的中藥材商行。

## 歷史
1896年（另一說1875年），乾元藥行創立於大稻埕迪化街。
1917年，乾元藥行創始人張清河過世，陳茂通（乾元藥行股東兼學徒）接續經營；此後，陳茂通經常捐出物資協助賑災或經辦公益事業，並曾擔任臺北本島人藥業組合長、藥郊聯合會會長等職務。
1929年1月19日，乾元藥行設宴於蓬萊閣，舉辦「開業三十周年紀念披露會」；會上，經營者陳茂通致辭：「…顧敝店之沿革，故張清河氏，自明治二十九年創業以來，至昭和元年，已三十周年。…最初前代表故張氏在職二十年，不才繼任十三年，加之自少就職，實有三十三年之久…」。
1932年，乾元藥行寄贈平安散（一種霍亂治療用藥）一千包至廈門地區協助控制當地流行病疫情。
1935年，墩仔腳大地震發生後陳茂通以個人名義捐輸一百圓，又以乾元藥行名義捐贈兩百圓，並大力呼籲永樂會成員捐助賑災。
1917年至1936年間，陳茂通曾向長崎泰益號直接訂購中藥材，或在向中國藥材商下訂單後委託泰益號在日本當地報關納稅再運至臺灣；當時，乾元藥行曾銷售元丹、平安散、何首烏七寶丹、小兒肥兒丸、ブルトーゼ（一種補血強健營養劑）等商品。
1936年8月，陳茂通病逝，乾元藥行此後歷經股東朱樹勳、陳福等經營者，並在1960年由陳金清富及其家族接續至今。

## 店鋪建築
乾元藥行位在迪化街的店鋪建築物頂端有一凸出山牆，並以水平狀簷板取代當時常見的巴洛克式的花草紋飾，山牆下方有一牛眼窗，窗框又以人蔘圖案圍繞，以突顯出該藥行的特色。

## 其他
- 在郭雪湖的膠彩作品《南街殷賑》(1930年)中，乾元藥行以「乾元元丹本舖」一名出現。[8][9]

## 外部鏈結
- [百年老店上乾元蔘藥行的Facebook專頁]
- 水瓶子的城市慢步: 【台北】乾元蔘藥行百年風華盡在其中
- 迪化街乾元藥行　在建築、漢藥方面皆是先驅